# Гравеллона-Ломеллина
Гравеллона-Ломеллина (итал. Gravellona Lomellina) — коммуна в Италии, находится в регионе Ломбардия, подчиняется административному центру Павия.
Население составляет 2164 человека, плотность населения составляет 108 чел./км². Занимает площадь 20 км². Почтовый индекс — 27020. Телефонный код — 0381.
Покровителем коммуны почитается святой Фаустин, празднование в первое воскресенье июня.

## Города-побратимы
- Линар, Франция